# Travail affectif

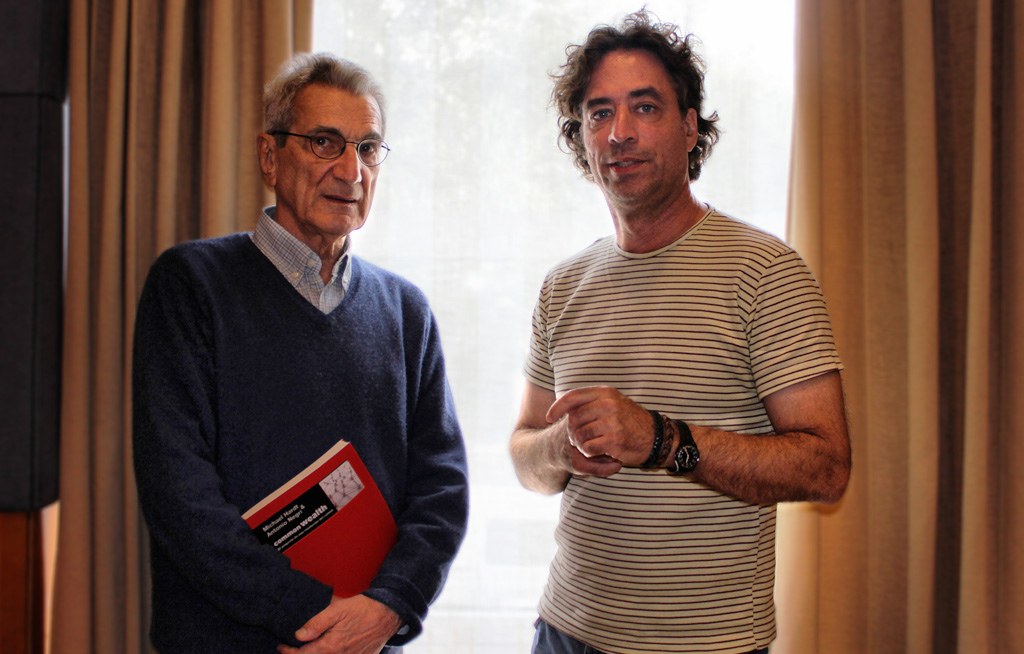
Toni Negri et Michael Hardt (Madrid, 2011).

Le travail affectif (affective labor en anglais) est le travail visant à produire ou à modifier des expériences émotionnelles chez les gens. Il a fait l'objet de controverses, notamment chez Antonio Negri, Michael Hardt, Juan Martin Prada, ou Michael Betancourt.
Bien que son histoire est aussi vieille que celle du travail lui-même, le travail affectif a été d'une importance croissante pour l'économie moderne depuis l'émergence de la culture de masse au XIXe siècle. Le plus forme la plus visible et institutionnalisée du travail affectif est peut-être la publicité. Pourtant, il existe de nombreux autres domaines dans lesquels le travail affectif occupe une place importante, y compris les services et les industries des soins. Le travail domestique, souvent ignoré par les autres analystes du travail, a également été un point critique des théories du travail affectif.

## Économie numérique et travail affectif[2]
En considérant le web comme une configuration, c'est-à-dire une multitude d'acteurs et de modèles pour générer de la valeur, on peut considérer que la place des émotions et des affects est de plus en plus signifiante dans l'économie numérique. Qui plus est, elle participe de plus en plus à la production de valeur des entreprises de ce secteur. D'autres perspectives permettent d'aborder et de compléter cet enjeu, parmi lesquelles :
- l'économie de l'attention ;
- la communication quand il s'agit de modéliser un « méta dispositif » ;
- la production matérielle et la dimension technique des plateformes web ;
- la dimension économique des plateformes web ;
- le digital labor, les enjeux relevant de l'exploitation des données personnelles et du travail dit « implicite » des internautes ;
- l'économie de la réputation qui subirait un glissement vers l'économie des affects. La notion de réputation pouvant être resituée d'un point de vue théorique dans le cadre des émotions ;
- les processus de « grammaticalisation » des émotions.

Cela dit, cinq approches permettent d'envisager le rôle des émotions dans l'économie numérique.
1. Les émotions comme produit du social. Cette approche se caractérise par le partage massif d'un même émotion (le #jesuischarlie ou le #mariagepourtous[4] par exemple. Les émotions prennent une valeur sociale et génèrent des logique d'identification à des collectifs, aux discours qu'ils portent. Dans cette perspective, les plateformes web permettent la reproduction, le prolongement et le complément des pratiques sociales préexistantes par des fonctionnalités (comme le like de Facebook).Certaines de ces fonctionnalités ont par ailleurs tendance à formaliser nos émotions, dans la mesure où elles les résument à une série de choix limités sur le plan technique. Cette formalisation sert à mieux traiter les données qui en résultent.
2. Les émotions comme contexte. Le timeline de Facebook[5] qui permet de mettre en récit son quotidien illustre cette approche. Ou encore la possibilité de lier des émotions à des moments, des lieux. Ici, il est question d'une adéquation entre l'émotion exprimée par l'internaute et la situation qu'il est en train de vivre.
3. Les émotions comme signe performateur. Les médias sociaux permettent de mettre en scène nos émotions grâce à de multiples signes tels que des cœurs[6], des étoiles pour désigner un contenu comme favori[7] ou des émoticônes pour personnifier une émotion. Ces signes qui sont le résultat d'une identification d'états affectifs par leurs concepteurs permettent aux sites web de favoriser la personnalisation de l'information et du contenu que les internautes consultent. Mais comme tous signes, ils sont néanmoins interprétables selon des degrés très différents.
4. Les émotions comme enjeu de pouvoir. Les émotions sur le web représentent un enjeu de pouvoir puisque les annonceurs cherchent par ailleurs à s'en saisir.
5. Les émotions comme phénomène psycho-physiologique, avec l'exemple de la reconnaissance faciale.